# Dornbirn (distrito)
Dornbirn é um distrito da Áustria no estado de Vorarlberg.

## Cidades e municípios
Dornbirn possui três municípios, sendo dois com estatuto de cidade (Stadtgemeinde) e um de mercado (Marktgemeinde) (populações em 30/6/2010):
Stadtgemeinden:
- Dornbirn (45.520)
- Hohenems (15.176)

Marktgemeinde:
- Lustenau (21.106)